# Callajoppa caspica
Callajoppa caspica är en stekelart som först beskrevs av Heinrich 1929.  Callajoppa caspica ingår i släktet Callajoppa och familjen brokparasitsteklar. Inga underarter finns listade.